# Efferia argentifascia
Efferia argentifascia är en tvåvingeart som beskrevs av Günther Enderlein 1914. Efferia argentifascia ingår i släktet Efferia och familjen rovflugor. Inga underarter finns listade i Catalogue of Life.